# New Old Songs
New Old Songs (с англ. — «Новые старые песни») — альбом американской рок-группы Limp Bizkit, состоящий из ремиксов на песни с трёх предыдущих альбомов. Выпущен 4 декабря 2001 года. В подготовке альбома участвовали: The Neptunes, Timbaland, E-40, 8-Ball, P. Diddy, Bosko, Bubba Sparxxx, DJ Premier, Everlast и другие.
Проект был начат, в то время когда Уэс Борланд ещё находился в группе. Он придумал обложку альбома, и даже сделал собственный ремикс песни «Break Stuff». Однако, он оставил группу перед выпуском альбома, и в результате его ремикс был убран из трек-листа.

## Композиция
Несмотря на та, что песни группы в основном исполняются в различных направлениях в рок-музыке, ремиксы с этого альбома в основном сделаны в стиле хип-хоп. Ремикс на кавер песни Джорджа Майкла «Faith» содержит элементы трека «Fame» Дэвида Боуи и новый рэп-куплет, который прочитал Эверласт.

## Критика
| Оценки критиков               | Оценки критиков |
| Источник                      | Оценка          |
| ----------------------------- | --------------- |
| AllMusic                      | [ 2 ]           |
| The Rolling Stone Album Guide | [ 3 ]           |
| Martin Charles Strong         | [ 4 ]           |

В феврале 2002 года альбом получил золотую сертификацию в США. Также он дебютировал на 26-м месте в Billboard 200.
Брэдли Торреано из AllMusic раскритиковал альбом. Он отметил, что главным минусом «New Old Songs» является отсутствие массивных гитарных риффы из оригинальных песен. Также он написал, что ремиксы могли бы быть лучше, если бы в них остались припевы из оригинальных песен, которые, по его словам, являются одним из главных компонентов песен Limp Bizkit. Редактор положительно отозвался о трёх треках: Джоша Абрахамса на «Faith», ремикс DJ Premier на «My Way» и ремикс Бутча Вига на «Nookie».
В книге The Rolling Stone Album Guide альбом получил две звезды из пяти, а Мартин Чарльз Стронг в своей книге The Essential Rock Discography дал альбому пять звёзд из десяти.

## Список композиций
| №                   | Название                                                                           | Продюсер(ы)               | Длительность |
| ------------------- | ---------------------------------------------------------------------------------- | ------------------------- | ------------ |
| 1.                  | «Nookie (For the Nookie)» (Remixed by The Neptunes)                                | The Neptunes              | 3:55         |
| 2.                  | «Take a Look Around» (Remixed by Timbaland, при участии E-40 и 8-Ball)             | Timbaland                 | 4:54         |
| 3.                  | «Break Stuff» (Remixed by DJ Lethal)                                               | DJ Lethal                 | 3:33         |
| 4.                  | «My Way» (Remixed by P Diddy)                                                      | Шон Коумз                 | 4:23         |
| 5.                  | «Crushed» (Remixed by Bosko)                                                       | Bosko                     | 4:03         |
| 6.                  | «N 2 Gether Now (All in Together Now)» (Remixed by The Neptunes)                   | The Neptunes              | 4:05         |
| 7.                  | «Re-Arranged» (Remixed by Timbaland, при участии Bubba Sparxxx)                    | Timbaland                 | 4:56         |
| 8.                  | «Getcha Groove On (Dirt Road Mix)» (Remixed by DJ Premier, при участии Xzibit)     | DJ Premier                | 4:19         |
| 9.                  | «Faith/Fame Remix» (Remixed by Fred Durst & Josh Abraham, при участии Everlast)    | Фред Дёрст, Джош Абрахамс | 3:32         |
| 10.                 | «My Way» (Remixed by DJ Lethal)                                                    | DJ Lethal                 | 4:28         |
| 11.                 | «Nookie — Androids vs. Las Putas Remix» (Remixed by Butch Vig)                     | Бутч Виг                  | 4:06         |
| 12.                 | «Counterfeit (Lethal Dose Extreme Guitar Mix)» (Remixed by DJ Lethal)              | DJ Lethal                 | 3:20         |
| 13.                 | «Rollin' - DJ Monk-vs-THE TRACK MACK Remix» (Remixed by DJ Monk-vs-THE TRACK MACK) | DJ Monk, The Track Mack   | 6:42         |
| 14.                 | «My Way» (DJ Premier Way Remix)                                                    | DJ Premier                | 4:37         |
| 15.                 | «My Way» (William Orbit's Mix)                                                     | Уильям Орбит              | 6:33         |
| 16.                 | «My Way» (Pistols' Dancehall Dub)                                                  | Pistols                   | 6:24         |
| Общая длительность: | Общая длительность:                                                                | Общая длительность:       | 72:50        |

## Чарты
| Год  | Альбом        | Позиция       | Позиция |
| Год  | Альбом        | Billboard 200 |         |
| 2001 | New Old Songs | #26           |         |